# 张斌 (主持人)
张斌（1969年1月3日—），男，北京人，中国体育电视节目主持人，张斌因主持中国中央电视台体育频道节目《足球之夜》而成名，现为中央电视台体育部副主任。

## 生平
1991年毕业于中国人民大学新闻系本科，取得学士学位。

## 家庭
妻子胡紫薇，曾为北京电视台节目主持人，现为湖北卫视财经节目《微观视界》主持人。

## 外遇事件
2007年12月28日下午3时，在中央电视台体育频道改名为奥运频道新闻发布会上，其妻子胡紫薇走到台上哭诉其夫与另一女子发生婚外情。当天晚上，网易等BBS出现“胡紫薇大闹央视发布会，踢爆体育节目主持人张斌婚外情”的帖子，一些博客也纷纷评论；但次日上午，一些大型网站删除该帖子，提及此事的博客文章也纷纷被撤。但是在YouTube上已经保留了当时的视频，并且在国际范围内造成影响，一些国外主流媒体都有报道并评论（如NHK）。
目前对于第三者的身份的猜想多与该台几位女记者和主持有关，但具体之人尚未有任何切实的证据可以证明。
中央电视台天气预报主持人裴新华就《羊城晚报》报道其为张斌首任妻子提出诉讼，认为《羊城晚报》侵犯其名誉权，要求《羊城晚报》公开道歉并赔偿精神损害抚慰金100万元人民币。但是据查证，最初公开表示裴新华是张斌第一任妻子的媒体是新华网。
在被央视雪藏半年后，张斌于欧洲杯专题节目《足球欧洲》复出。